# 張経武

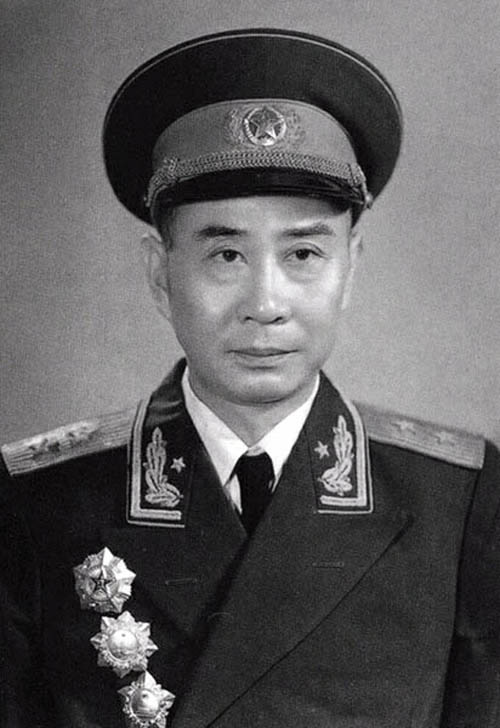

張 経武（ちょう けいぶ、ヂャン・ヂンウー、1906年9月3日 - 1971年10月27日）は、中華人民共和国の軍人。当初国民軍、国民革命軍を経て紅軍、八路軍、中国人民解放軍に属した。中国湖南省炎陵出身。元チベット自治区党書記。

## 経歴
湖南省立第三師範学校卒業。1924年、国民軍の滬案後援建国軍官学校に入学。卒業後は国民党湖北警備軍で参謀、排長、連長、副営長などを歴任した。1930年春、河南樊鍾秀部幹部学校大隊長。
同年4月、中国共産党に入党。兵士の運用活動に従事し、翌年、幹部教育団大隊長。中原大戦後の1931年冬、国民革命軍を離脱し中共中央軍事部の紹介で中央革命根拠地に到着。1932年、瑞金中央軍事政治学校第3隊隊長。同年6月、軍事団団長。1933年2月、紅軍学校政治営営長。同年夏、軍委直轄第3師師長。1934年、紅第5軍団第14師師長兼広昌基地司令員。同年夏、中央革命軍委第5局（訓練局）副局長。7月に会昌教導団団長、9月に教導師師長を歴任。第4次、第5次反囲剿作戦、長征に参加。1934年12月、軍委第2野戦縦隊参謀長。1935年7月、軍委第2科科長。同年9月、第3縦隊参謀長。同年11月、紅第1方面軍第2科科長。東征および西征に参加。
1938年12月、八路軍山東縦隊指揮。1942年、陝甘寧晋綏聯防軍参謀長。1945年、晋綏野戦軍参謀長。
1946年、晋綏軍区参謀長。1947年7月、陝甘寧晋綏聯防軍参謀長。1949年2月、西北軍区参謀長。1950年2月、第2野戦軍西南軍区参謀長。1950年5月、中国人民解放軍人民武装部長。1951年7月、チベット軍事、民事行政官兼弁務官として任命されヤトゥンに到着し、ダライ・ラマにラサへの帰還を要請。
賀竜事件に連座して秦城監獄で拷問を受け衰弱、北京衛戍区警衛第二師病院に運ばれるも同日の1971年10月27日、「病死」。

## 関連事項
- セブン・イヤーズ・イン・チベット
- 張国華
- 孫志遠

| スタブアイコン | サブスタブ | この項目は、まだ閲覧者の調べものの参照としては役立たない、人物に関連した書きかけの項目です。この項目を加筆・訂正などしてくださる協力者を求めています（P:人物伝/PJ:人物伝）。 |